# 기독교 우파

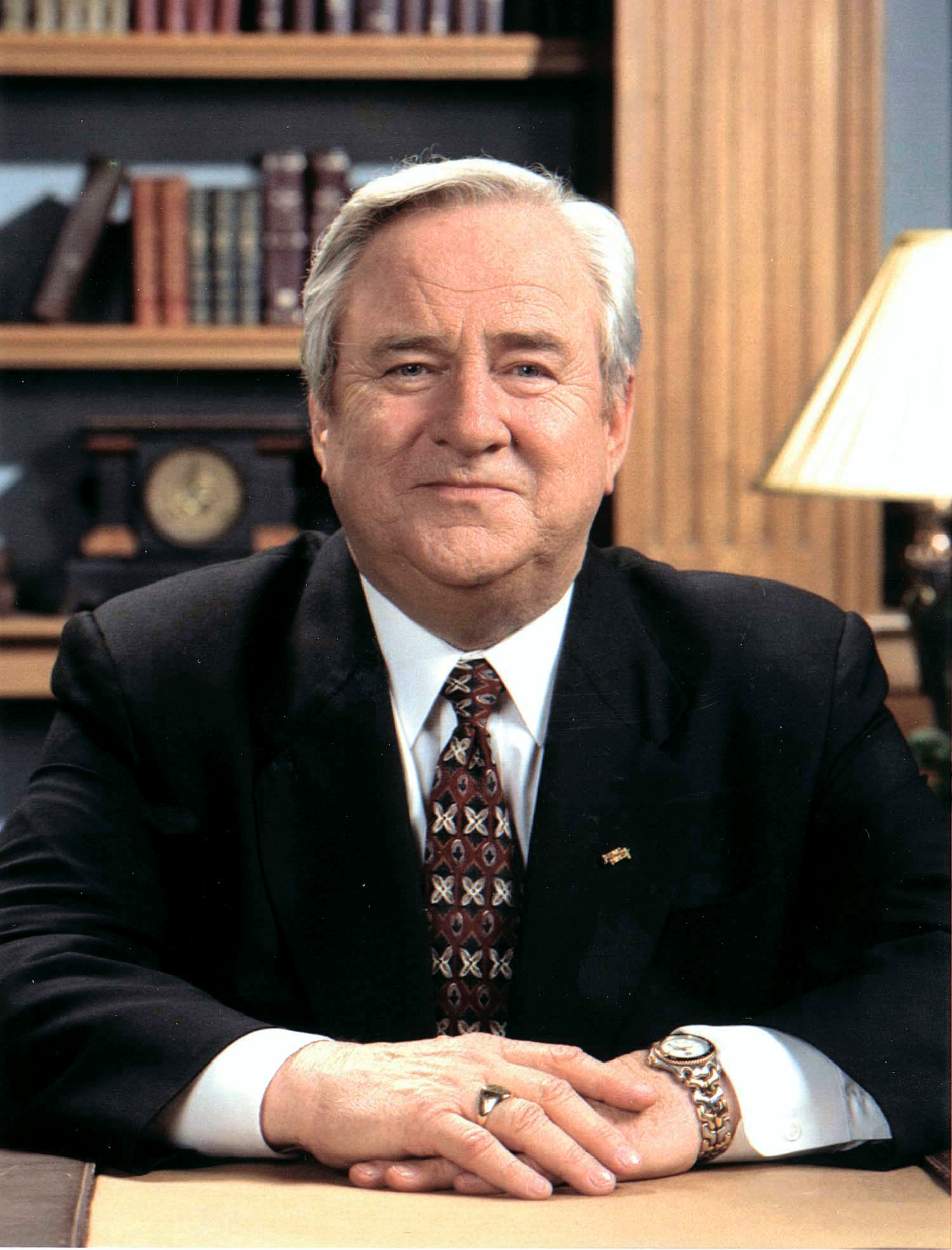

기독교 우파(Christian Right) 또는 기독교 보수주의 개신교와 소수 가톨릭교를 중심으로 한 우익 사상이다. 기독교 우파는 국가간 이해 관계에서는 국민보수주의, 정치적으로는 반공주의, 사회적으로는 사회보수주의, 경제적으로는 신자유주의를 지지한다. 또한 기독교 우파는 세속주의, 진화론, 여성주의, 동성애, 피임, 성교육, 낙태에 격렬히 반대하며 교권주의와 창조론에 기반한 종교 교육을 주장한다.

## 비판
정치학자들은 기독교 우파가 인종주의를 비롯한 사회적 편견, 차별, 혐오를 조장한다고 분석했으며, 극단적인 반공주의에 빠져 학살을 저지르고 있다고 비판했다. 실제로 라틴아메리카에서는 미국의 콘도르 작전에 부역한 기독교 우파가 볼리비아, 칠레, 엘살바도르, 과테말라, 온두라스, 콜롬비아, 브라질 등에서 인종 청소와 반대파 살해를 비롯한 대량 학살을 주도한 것이 들어나 비판받고 있다.
또한 기독교 우파는 인종주의와 관련해 비판을 받고 있다. 실제로 많은 기독교 우파가 인종분리 정책을 지지했으며, 기독교 우파의 창시자들도 백인우월주의자라는 비판에서 자유로울 수 없다. 미국의 신학자 마이클 러너는 기독교 우파의 활동으로 인해 기독교에 대한 불신이 점점 커지고 있다고 우려했다.

## 같이 보기
- 기독교 근본주의

1. ↑  . ISBN 978-0-495-00742-5 https://books.google.com.co/books?id=bUcGAAAAQBAJ&printsec=frontcover&dq=Sociology:+Understanding+a+Diverse+Society&hl=es&sa=X&ved=0ahUKEwix9Ofq_MjYAhWnUd8KHfT8ATcQuwUIKzAA#v=onepage&q=Sociology%3A%20Understanding%20a%20Diverse%20Society&f=false. |제목=이(가) 없거나 비었음 (도움말)
2. ↑  . ISBN 978-0-7656-8067-9 https://books.google.com.co/books?id=pnGsBwAAQBAJ&printsec=frontcover&dq=Postwar+America:+An+Encyclopedia+of+Social,+Political,+Cultural,+and+Economic+History&hl=es-419&sa=X&ved=0ahUKEwj1wKSEksvYAhWQSd8KHa-wCWIQuwUIKjAA#v=onepage&q=Postwar%20America%3A%20An%20Encyclopedia%20of%20Social%2C%20Political%2C%20Cultural%2C%20and%20Economic%20History&f=false. |제목=이(가) 없거나 비었음 (도움말)
3. ↑  . ISBN 978-1-58901-172-4 https://books.google.com.co/books?id=8eP-pjfsOY4C&printsec=frontcover&dq=From+Pews+to+Polling+Places:+Faith+and+Politics+in+the+American+Religious+Mosaic&hl=es-419&sa=X&ved=0ahUKEwi0_KfvksvYAhXmNpoKHdpMAfgQuwUIKTAA#v=onepage&q=From%20Pews%20to%20Polling%20Places%3A%20Faith%20and%20Politics%20in%20the%20American%20Religious%20Mosaic&f=false. |제목=이(가) 없거나 비었음 (도움말)
4. ↑   https://www.cbsnews.com/stories/2005/11/11/ap/national/maind8dpvrq84.shtml. |제목=이(가) 없거나 비었음 (도움말)
5. ↑   https://www.cbsnews.com/news/robertson-pa-voters-rejected-god/. |제목=이(가) 없거나 비었음 (도움말)
6. ↑   http://www.salon.com/news/feature/2006/01/09/justice_sunday/index_np.html. |제목=이(가) 없거나 비었음 (도움말)
7. ↑   http://www.salon.com/2004/01/06/ahmanson/. |제목=이(가) 없거나 비었음 (도움말)
8. ↑  . ISBN 978-0-06-114662-6 https://books.google.com.co/books?id=a3TjLBDvAL8C&printsec=frontcover&dq=The+Left+Hand+of+God&hl=es-419&sa=X&ved=0ahUKEwj5rcPwwcvYAhXFlOAKHbWzBBUQuwUIMjAB#v=onepage&q=The%20Left%20Hand%20of%20God&f=false. |제목=이(가) 없거나 비었음 (도움말)